# Bagad Penhars
Le bagad Penhars est un bagad, ensemble traditionnel de musique bretonne, créé en 1985 par Jean-Yves Herlédan à Quimper (Penhars est un quartier de Quimper depuis 1960).
Il évolue en première catégorie du championnat national des bagadoù depuis 2005.

## Histoire
Créé en 1985, le Bagad Penhars est l'un des plus jeunes bagadoù de Quimper.
Sous l'impulsion de ses deux membres fondateurs, Olivier Lécuyer et Jean-Yves Herlédan, le bagad se produit rapidement en public, lors de festivals, festoù-noz et autres fêtes populaires bretonnes. Il participe également aux concours organisés par la Bodadeg ar Sonerion, confédération qui regroupe l’ensemble des bagadoù de Bretagne et d’ailleurs.
Le groupe connaît une rapide ascension, attirant de plus en plus de jeunes. Il crée ainsi en 1994 un bagadig ("petit bagad"), qui permet aux débutants d'apprendre à jouer ensemble, de se former à la scène et aux concours, avant d'atteindre le niveau technique pour pouvoir rejoindre le bagad.

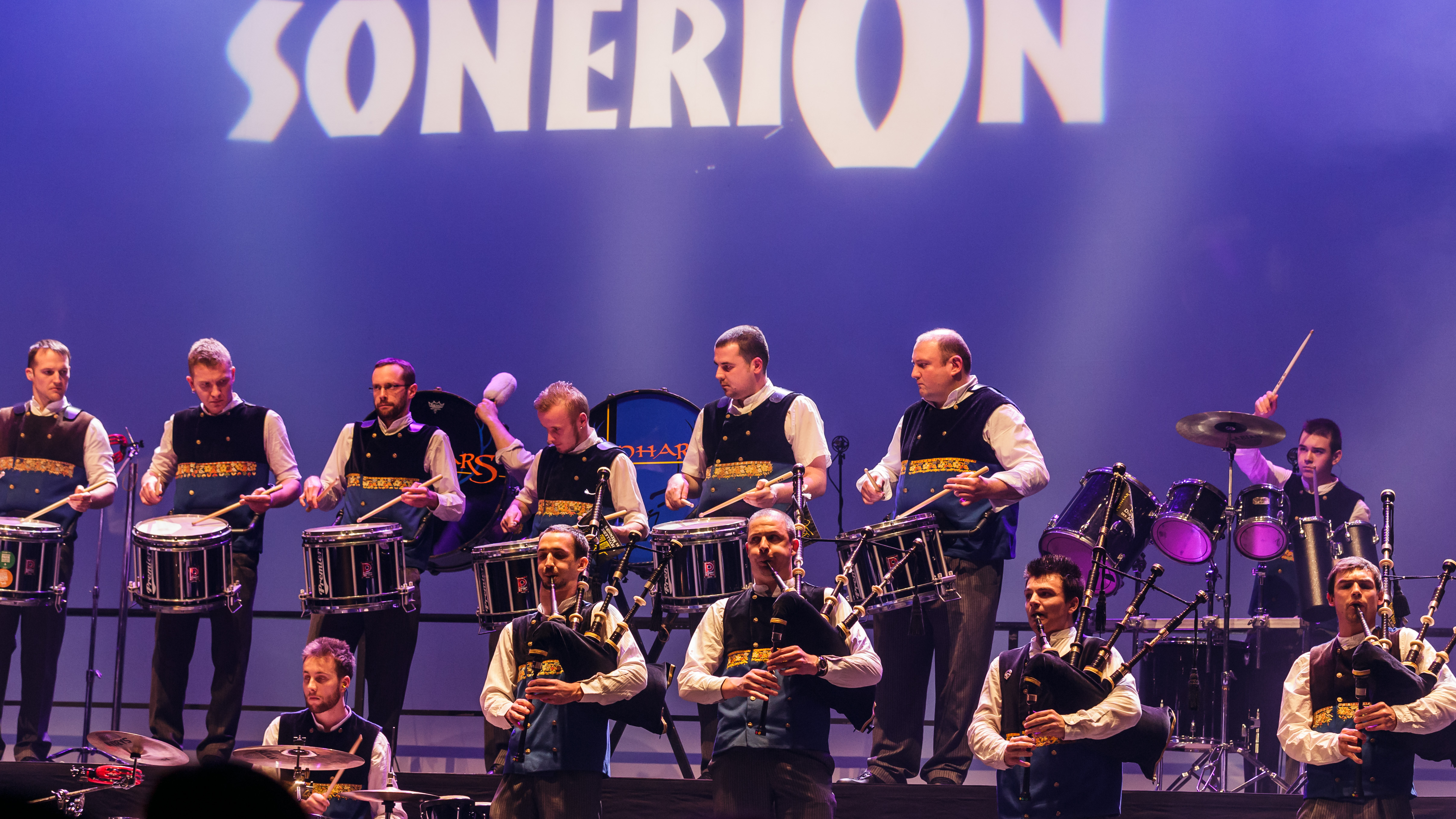
Concours de 1re catégorie en 2017.

Après une montée de la 3e à la 2e catégorie en 1995, le bagad remporte en 2003 le titre de Champion de 2e catégorie. Malheureusement, un changement de règlement des concours ne lui permet pas d’accéder encore à la 1re catégorie. 
C’est en 2005 que la roue tourne. En remportant le concours de 2e de Plœmeur et avec sa 4e place au concours de Lorient, le bagad gagne le droit de se présenter en 1re catégorie, l’année suivante, en 2006 (20 ans après sa création).
En 2010, année-anniversaire, le groupe sort son premier CD, Arvest Kentañ, qui regroupe les morceaux emblématiques du groupe depuis sa création et fête ses 25 ans les 10 et 11 décembre au Pavillon à Quimper, l'occasion de présenter un nouveau spectacle, Eil Arvest.

## Organisation

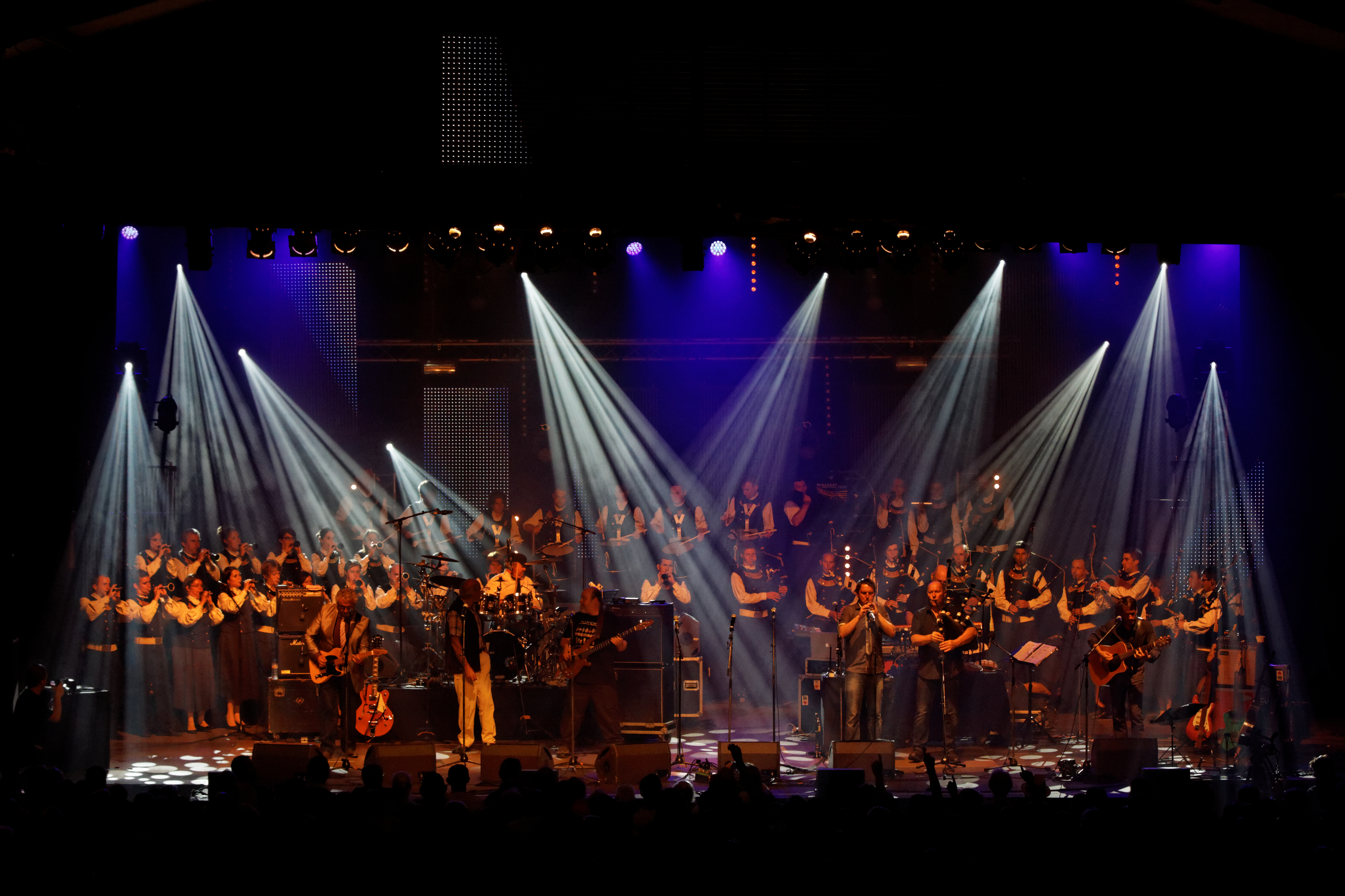
40 ans des Sonerien Du en 2014.

### Association
Le bagad compte actuellement une centaine de membres répartis en trois formations, selon les niveaux : Bagad, Bagadig, Bagad-école. 
- Pour les débutants, la formation est assurée par des professeurs salariés de Bodadeg ar Sonerion.
- Au bagad, les responsables, les meneurs de chaque pupitre, assurent les répétitions et l'écriture musicale.

### Groupe principal
Le groupe évolue en première catégorie du Championnat national des bagadoù depuis 2006.
Le costume initial du groupe date de l'année de création du bagad, en 1985. Il est composé de broderies glazik jaune d'or, orange, rouge, vert, sur une veste de couleur grise et « bleu Penhars » de manière à le distinguer de l'autre bagad de la ville de Quimper. La version femme du costume est modernisée en 2009 et le costume masculin en 2018 par Alizé Séguillon, une styliste de Plougastel-Daoulas. Le gris de la veste est délaissé en faveur du noir, et la chemise opte pour un col Mao ouvert afin de laisser plus de confort aux musiciens. Chaque gilet demande 35 heure de travail, les broderies étant faites à la mains par Marie-Laure Dubois, une brodeuse de Quimper.

## Créations

### Spectacles

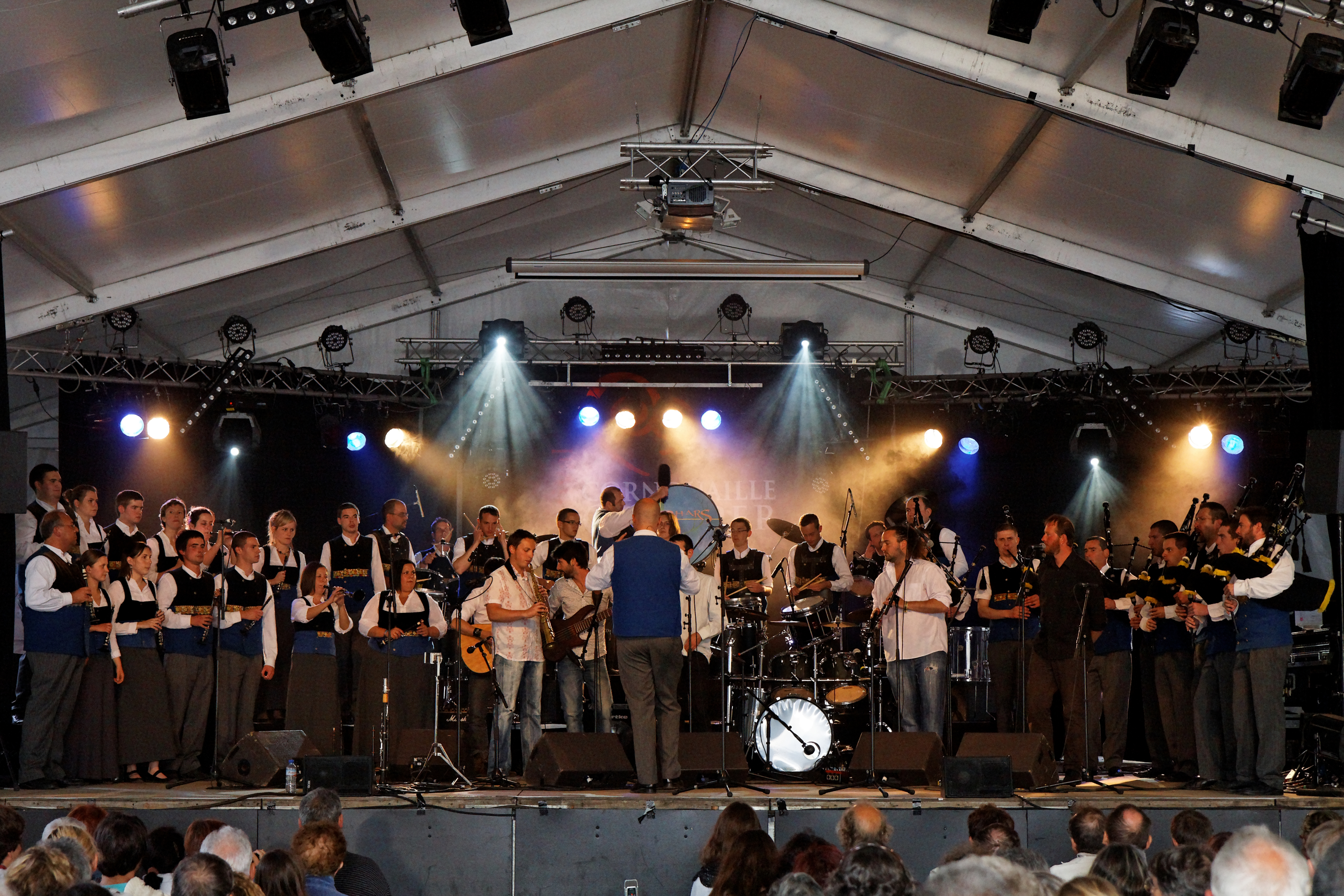
Bagad Penhars & Co le 22 juillet 2011 au Festival de Cornouaille.

Entre 1996 et 2004, le Bagad Penhars s'est associé au cercle celtique Ar Vro Vigoudenn de Pont l'Abbé, groupe de danse traditionnelle reconnu pour ses costumes si particuliers. Cette collaboration a donné lieu à trois spectacles, intitulés Loargann, Kejaj et Dañs son, respectivement en 1998, 2001 et 2003. Tous trois ont connu un vif succès en Bretagne mais aussi au Brésil, en Galice ou encore en Suisse. Cette expérience de huit ans a fortement contribué à construire l'identité musicale du bagad, sa réputation de « groupe à faire danser » et fortement attaché au collectage des airs traditionnels.
En 2010, le spectacle Eil Arvest est programmé au festival de Cornouaille et au festival des Filets bleus de Concarneau. En 2013 le bagad s'associe au groupe turc Kolektif Istanbul ; ensemble ils montent un spectacle commun autour de leurs cultures respectives, Bagad Istanbul. Un album live du spectacle sort le 23 septembre 2016.
En décembre 2016, le spectacle Karonova (de karw, cerf et nova pour la nouveauté) est présenté en avant-première à Quimper, avec en invités le chanteur Lors Landat et les musiciens Yeltaz Guenneau, Tibo Niobé et Gwylan Meneghin.

### Concours

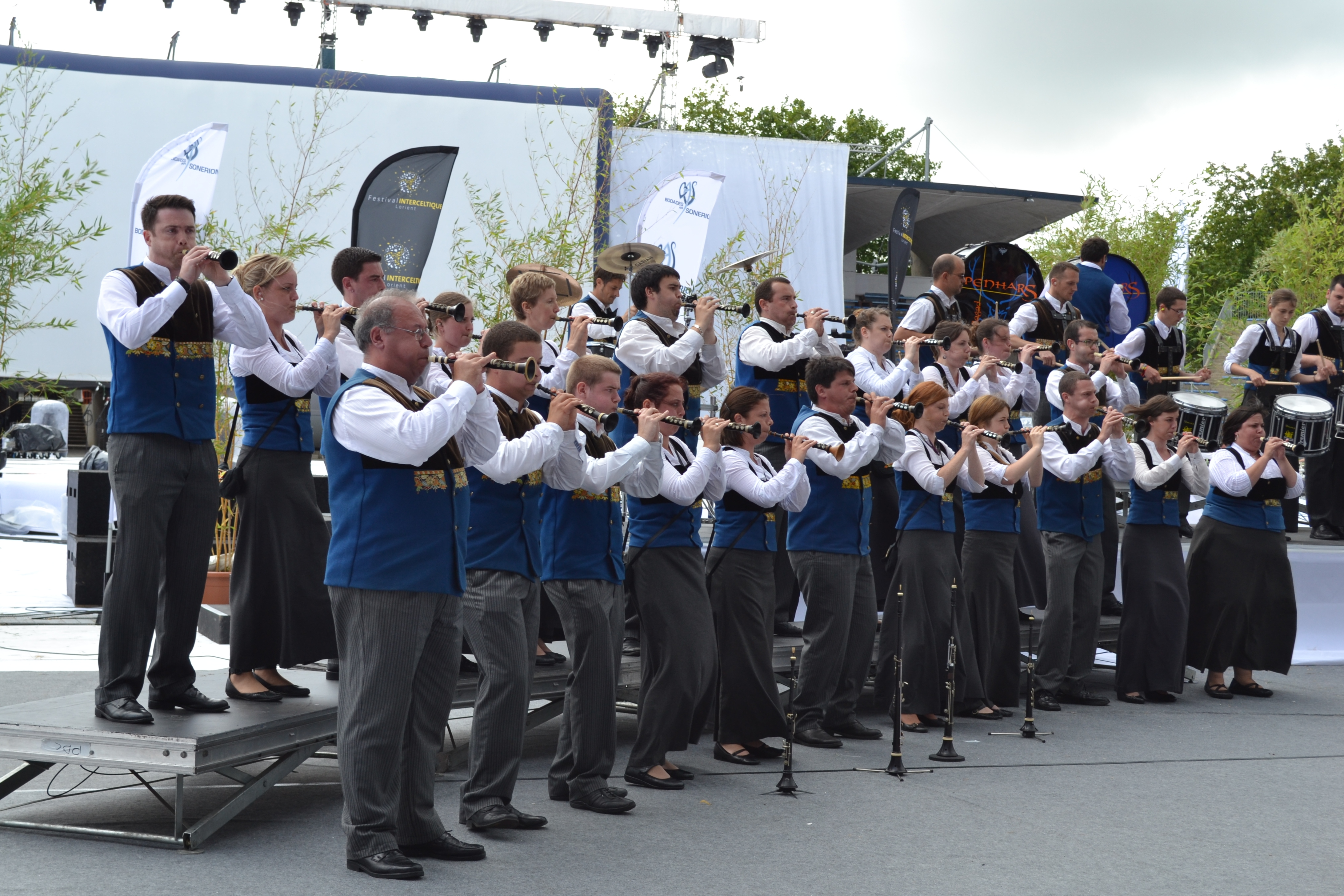
Concours à Lorient en 2012

Chaque année, le Bagad Penhars participe au Championnat national des bagadoù, 2 concours (au printemps et l'été) organisés par la Sonerion. Il évolue en 1re catégorie et atteint en 2011 la cinquième place.
Après être monté sur le podium plusieurs années de suite, le Bagadig devient Champion de Bretagne des bagadoù de 5e catégorie en 2012, lors du Bagadañs en parallèle du festival des Vieilles Charrues. Depuis, il participe au championnat de 4e catégorie. Il participe également au concours départemental du Finistère, organisé par la fédération Sonerion 29, qui ne compte pas pour le Championnat de Bretagne.

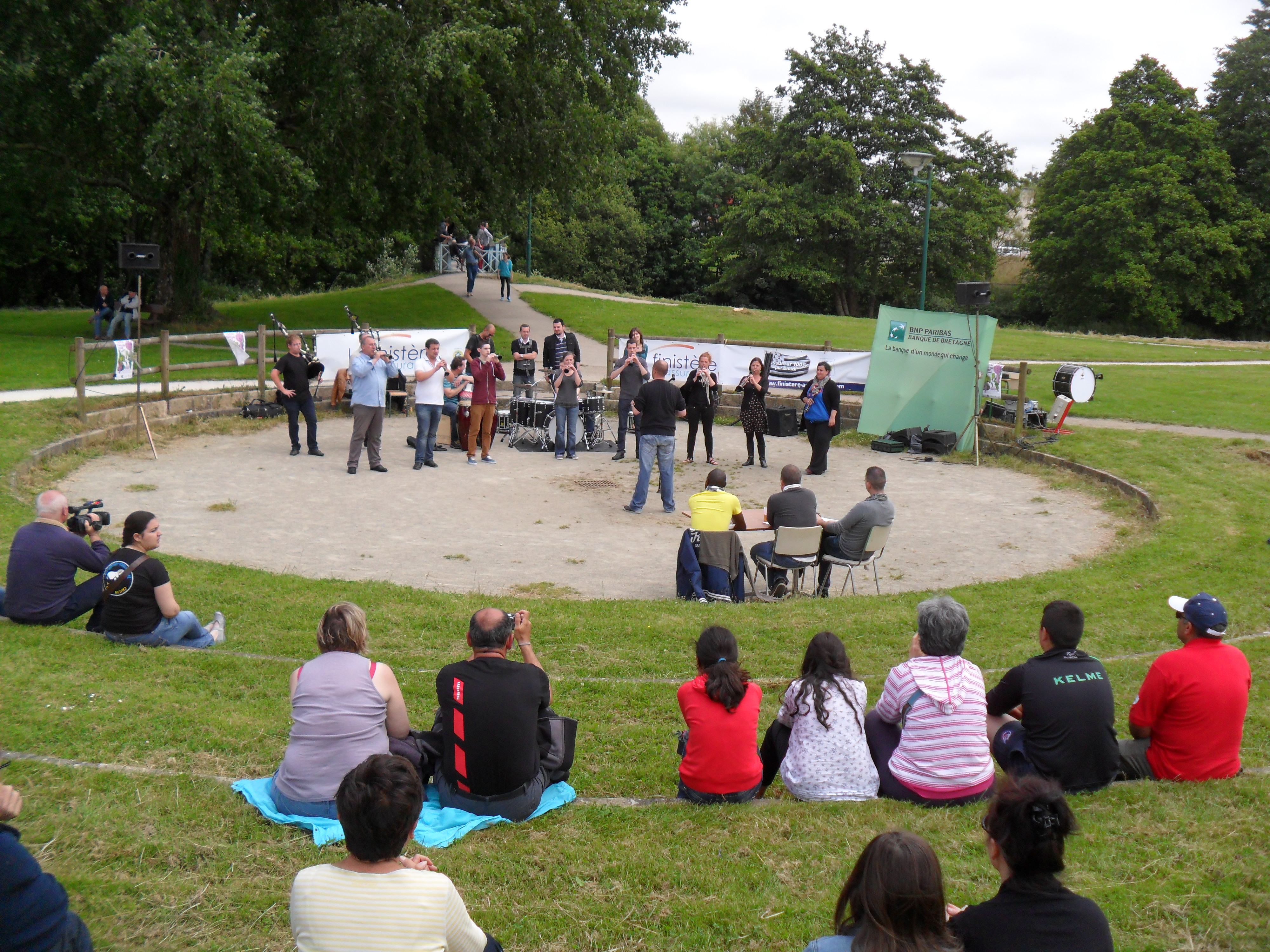
Concours à la Fête de la Saint-Jean à Quimper en 2013

Tout au long de l’année, plusieurs sonneurs participent, à titre individuel, à différents concours solistes organisés un peu partout en Bretagne. 
Les pupitres bombardes du bagad, bagadig et bagad-école participent à différents concours sur l’année, notamment le concours de Croas-Spern, dans le cadre de Gouel ar Vombard / Bombardes en fêtes, organisé à Ergué-Gabéric par BAS 29, et celui de Menez-Meur, à Hanvec.
Depuis 2008, les batteurs du bagad, avec des amis de Cap Caval, Plougastel et Carhaix, participent aux concours d'ensembles batterie de Menez-Meur, Quimper (pendant le Festival de Cornouaille) et Pontivy (finale du championnat de Bretagne des batteurs) sous le nom Penhars & Co. L'ensemble a notamment remporté le grand Trophée La Baguetterie à Pontivy en 2009. Certains sonneurs participent aux concours de quatuors de cornemuses à Quimper et à Menez-Meur, où ils présentent des suites de musique bretonne et écossaise. Ils y sont régulièrement primés.